# Bernd Eichner
Bernd Eichner (* 17. April 1953) ist ein deutscher Schauspieler, Synchron- und Hörspielsprecher.

## Leben
Über das Leben des 1953 geborenen Bernd Eichner sind nur lückenhafte Informationen vorhanden. Bekannt sind die Theaterstationen Senftenberg und Brandenburg. In einigen Produktionen der DDR-Filmgesellschaft DEFA und dem Fernsehen der DDR stand er vor der Kamera. Als Sprecher wirkte er in vier Hörspielen des Rundfunks der DDR mit. Einen großen Raum nahm seine Tätigkeit als Synchronsprecher in Filmen und Fernsehserien ein, hier lagen auch häufig das Schaffen des Dialogbuchs und die Dialogregie in seiner Verantwortung.

## Filmografie
- 1984: Polizeiruf 110: Im Sog (Fernsehreihe)
- 1985: Polizeiruf 110: Treibnetz
- 1985: Polizeiruf 110: Der zersprungene Spiegel
- 1986: Das Haus am Fluß
- 1986: Die Weihnachtsklempner (Fernsehfilm)
- 1988: Barfuß ins Bett (Fernsehserie, 4 Episoden)
- 1990: Barfuß ins Bett (Fernsehserie, 5 Episoden)

## Theater
- 1980: Molière: Der gesunde Kranke – Regie: Christian Bleyhoeffer (Theater der Bergarbeiter Senftenberg)
- 1986: Molière: Der Arzt wider Willen – Regie: Gerald Gluth (Theater der Bergarbeiter Senftenberg)
- 1986: Ernest Dudley/ Arthur Watkyn: Zwei Schüsse Dienstagnacht – Regie: Achim Wolff (Brandenburger Theater)

## Hörspiele
- 1987: Joachim Brehmer: Die Sachsen kommen (Eberhard) – Regie: Edith Schorn (Kurzhörspiel aus der Reihe Waldstraße Nummer 7 – Rundfunk der DDR)
- 1987: Wilhelm Hampel: Budenzauber in der Ackergasse (Eberhard Sommer) – Regie: Manfred Rafeldt (Kurzhörspiel aus der Reihe Waldstraße Nummer 7 – Rundfunk der DDR)
- 1988: Waltraut Lewin: Kiesgrubenzeit (2. Stimme) – Regie: Edith Schorn (Kinderhörspiel/Kurzhörspiel – Rundfunk der DDR)
- 1988: Wilhelm Hampel: Der Strohwitwer (Eb) – Regie: Detlef Kurzweg (Kurzhörspiel aus der Reihe Waldstraße Nummer 7 – Rundfunk der DDR)

## Synchronisationen

### Spielfilme
- 1952 (1992): Alexander Scourby als Max Fabian in Affäre in Trinidad
- 1958 (1993): Christian Duvaleix als Passelacet in Des Königs bester Mann
- 1960 (1985): Jean-Paul Belmondo als Michele in Und dennoch leben sie
- 1962 (1985): Dante Posani als Sergio Nuccitelli in Zehn Italiener für einen Deutschen
- 1966 (1985): Nazzareno Zamperla als Lt. Preston in Rocco – der Mann mit den zwei Gesichtern
- 1983: Antonio Gades als Antonio in Carmen
- 1983: Minori Terada als Daikaku Masanori in Die Legende von den acht Samurai
- 1984: Imanol Arias als Ladislao Gutiérrez in Camila – Das Mädchen und der Priester
- 1984: Nick Mancuso als Eli in Die Herzensbrecher
- 1985: Pierre-Loup Rajot als Farou in Die Familienpyramide
- 1989: William Forsythe als Arthur Kressler in Dead Bang – Kurzer Prozess
- 1990: Hugh Quarshie als Inspector Joyce in Cabal – Die Brut der Nacht
- 1990: Pruitt Taylor Vince als Paul in Jacob’s Ladder – In der Gewalt des Jenseits
- 1990: Brad Dourif als Tucker Cleveland in Nachtschicht
- 1991: Steven Kampmann als Stan Newman in For the Boys – Tage des Ruhms, Tage der Liebe
- 1991: John Pankow als Arthur Kellogg in Tödliche Gedanken
- 1992: James Remar als Andrei in Die Tigerin
- 1995: Nicholas Wyman als Matthias Targo in Stirb langsam: Jetzt erst recht
- 1997: Wendall Carr als Huntz in Gummo
- 1997: Bruce Campbell als Hank Cooper in Ein toller Käfer kehrt zurück
- 1998: Juan Chioran als  Charles Clifton in Universal Soldier 3 – Blutiges Geschäft
- 2013: Ron Ostrow als Richard Klein in Dark Skies – Sie sind unter uns

### Fernsehserien
- 1957–1966 (1990–1991): 6 Schauspieler, 6 Episoden in Perry Mason
- 1958–1963 (1990–1992): 9 Schauspieler, 9 Episoden in Gnadenlose Stadt
- 1963–1964: Steve Ihnat als Art Meredith, 1 Episode in Auf der Flucht
- 1964–1970 (1989–1991) 3 Schauspieler, 3 Episoden in Daniel Boone
- 1965–1969: Gordon Wescourt als Bert Caine, 1 Episode in Verrückter wilder Westen
- 1965– : Stephen Nichols als Steven Earl 'Patch' Johnson , ? Episoden in Zeit der Sehnsucht
- 1968–1980: 4 Schauspieler, 4 Episoden in Hawaii Fünf-Null
- 1968–1979: Wayne Maunder als Scott Lancer, ? Episoden in Lancer
- 1972–1983: 4 Schauspieler, 4 Episoden in M*A*S*H
- 1972–1981: George Strattan als Kunde, 1 Episode in Die Waltons
- 1975–1978: Albert Hall als Det. Gregg, 1 Episode in Kojak – Einsatz in Manhattan
- 1975–1982: 2 Schauspieler, 2 Episoden in Barney Miller
- 1975–1979 (1992): 2 Schauspieler, 2 Episoden in  Wonder Woman
- 1976–1983: 3 Schauspieler, 3 Episoden in Quincy
- 1977–1982: Austin Stoker als Frank Carey, 1 Episode in Lou Grant
- 1981–1991: 7 Schauspieler, 7 Episoden in Jim Bergerac ermittelt
- 1982–1983: John Calvin als Reverend Willie Tenboom, 1 Episode in Die Himmelhunde von Boragora
- 1982–1985: David Groh als Dr. Stuart Glick, 1 Episode in Matt Houston
- 1982–1987: Jeff Pomerantz als Alan Grievey, 1 Episode in Remington Steele
- 1982–1983: Jon-Erik Hexum als Phineas Bogg, 1 Episode in Die Zeitreisenden
- 1984–1985: Nicholas Clay als Percy Trevalyan, 1 Episode in Sherlock Holmes
- 1984–1993: 2 Schauspieler, 2 Episoden in California Clan
- 1984–1990: 4 Schauspieler, 4 Episoden in Danger Bay
- 1984–1992: 2 Schauspieler, 2 Episoden in Miss Marple
- 1984–1996 (1990): 8 Schauspieler, 8 Episoden in Mord ist ihr Hobby
- 1985–1994: William Zappa als Brian, 1 Episode in Die fliegenden Ärzte
- 1985–1986: Jim Tillett als Staatsanwalt Spinelli, 1 Episode in Die Lady mit dem Colt
- 1985–1989: 3 Schauspieler, 3 Episoden in Das Model und der Schnüffler
- 1986–1990: Marc Klein Essink als Jean-Louis, 1 Episode in Erotisches zur Nacht
- 1986–1990: Harley Venton als Jeffrey 'Jeff' Stern, 1 Episode in L.A. Law – Staranwälte, Tricks, Prozesse
- 1986–1995: Barry Sattels als Peter Bates, 1 Episode in Matlock
- 1987–1991: 4 Schauspieler, 4 Episoden in 21 Jump Street – Tatort Klassenzimmer
- 1987–1990: 3 Schauspieler, 3 Episoden in Kampf gegen die Mafia
- 1988–1994: Gregg Berger als Odie/Orson Pig, ? Episoden in Garfield und seine Freunde
- 1988–1991: Christopher Lawford als Richard Clark, 1 Episode in Der Nachtfalke
- 1988–1993: Madison Mason als Vorarbeiter, 1 Episode in Wunderbare Jahre
- 1988–1989: Jerzy Fedorowicz als Janek Wierzbicki, 1 Episode in Dekalog
- 1991–1999: Joseph Cali als Martin Greenwald,  1 Episode in Palm Beach-Duo
- 1992–1996: 4 Schauspieler, 4 Episoden in Picket Fences – Tatort Gartenzaun
- 1995–2002: 5 Schauspieler, 5 Episoden in Outer Limits – Die unbekannte Dimension
- 1996–1999: Darcy Laurie als E. Jacob Woodcock , 1 Episode in Millennium – Fürchte deinen Nächsten wie Dich selbst
- 1996–2000: 2 Schauspieler, 2 Episoden in Pacific Blue – Die Strandpolizei
- 1997–2003: Willie Garson als Wachmann, 1 Episode in Buffy – Im Bann der Dämonen
- 2000–2004: Ryan Hilliard als Mr. Hector, 1 Episode in Ed – Der Bowling-Anwalt
- 2016–2017: Mark Jeffrey Miller als Martin Pruitt,  2 Episoden in Outcast